# Canadian Premier League 2023
La Canadian Premier League 2023 è stata la quinta edizione del massimo campionato di calcio canadese. La stagione è iniziata il 7 aprile e si è conclusa il 28 ottobre.
La stagione regolare è stata vinta dal Cavalry, poi sconfitto nella finale play-off dal Forge. Per la squadra di Hamilton è il quarto titolo complessivo, il secondo consecutivo.

## Stagione

### Novità
La Canadian Premier League ha annunciato di aver ammesso, a partire dalla stagione 2023, il Vancouver FC. Il numero delle partecipanti resta comunque 8, dato che il 21 Novembre 2022 è stata annunciata l'uscita dalla lega del FC Edmonton, che già nel corso della stagione precedente era finita sotto l'amministrazione controllata della lega stessa.

### Formula
Come introdotto nella precedente stagione, il campionato è giocato con un doppio girone all'italiana, con ciascuna squadra che gioca due partite in casa e due in trasferta contro ciascuna delle sette avversarie, per un totale di 28 partite.
Viene modificata invece la formula dei play-off: si qualificano le prime cinque classificate al termine della stagione regolare, in più viene adottato il così detto sistema Page, che combina una parte del tabellone a eliminazione diretta e una a doppia eliminazione. Tutti i turni dei play-off sono con partite di sola andata.
La vincitrice del torneo e la prima classificata della stagione regolare si qualificano per la CONCACAF Champions Cup 2024.
Come nelle stagioni precedenti è possibile tesserare un massimo di sette giocatori stranieri, in più c'è l'obbligo di schierare almeno sei canadesi nella formazione iniziale di ogni incontro. Ogni squadra deve avere almeno tre canadesi Under-21 nella rosa, ed in questa stagione la somma dei minuti da loro giocati deve essere pari ad almeno 2 000 minuti.
Per la stagione 2023 ogni club può spendere fra un minimo di 750.000 e un massimo di 1.025.000 dollari per i giocatori e fra 425.000 e 550.000 dollari per lo staff tecnico.

## Squadre partecipanti
| Club            | Città    | Provincia           | Stadio                       | Stagione precedente                                |
| --------------- | -------- | ------------------- | ---------------------------- | -------------------------------------------------- |
| Atlético Ottawa | Ottawa   | Ontario             | TD Place Stadium             | 1º nella stagione regolare, finale play-off        |
| Cavalry         | Calgary  | Alberta             | ATCO Field                   | 3º nella stagione regolare, semifinali play-off    |
| Forge           | Hamilton | Ontario             | Tim Hortons Field            | 2º nella stagione regolare, Campione dopo play-off |
| HFX Wanderers   | Halifax  | Nuova Scozia        | Wanderers Grounds            | 7º nella stagione regolare                         |
| Pacific         | Victoria | Columbia Britannica | Westhills Stadium (Langford) | 4º nella stagione regolare, semifinali play-off    |
| Valour          | Winnipeg | Manitoba            | IG Field                     | 5º nella stagione regolare                         |
| Vancouver FC    | Langley  | Columbia Britannica | Willoughby Community Park    | Esordiente                                         |
| York Utd        | York     | Ontario             | York Lions Stadium           | 6º nella stagione regolare                         |

## Allenatori
| Squadra         | Allenatore             |
| --------------- | ---------------------- |
| Atletico Ottawa | Carlos González Juárez |
| Cavalry         | Tommy Wheeldon Jr.     |
| Forge           | Bobby Smyrniotis       |
| HFX Wanderers   | Patrice Gheisar        |
| Pacific         | James Merriman         |
| Valour          | Philip Dos Santos      |
| Vancouver FC    | Afshin Ghotbi          |
| York United     | Martin Nash            |

## Classifica
|  | Pos. | Squadra         | Pt | G  | V  | N | P  | GF | GS | DR  |
|  | ---- | --------------- | -- | -- | -- | - | -- | -- | -- | --- |
|  | 1.   | Cavalry         | 55 | 28 | 16 | 7 | 5  | 46 | 27 | +19 |
|  | 2.   | Forge           | 42 | 28 | 11 | 9 | 8  | 39 | 32 | +7  |
|  | 3.   | HFX Wanderers   | 42 | 28 | 11 | 9 | 8  | 39 | 32 | +7  |
|  | 4.   | Pacific         | 40 | 28 | 11 | 7 | 10 | 42 | 35 | +7  |
|  | 5.   | York Utd        | 38 | 28 | 11 | 5 | 12 | 35 | 44 | -9  |
|  | 6.   | Atlético Ottawa | 36 | 28 | 10 | 6 | 12 | 38 | 34 | +4  |
|  | 7.   | Vancouver FC    | 29 | 28 | 8  | 5 | 15 | 28 | 50 | -22 |
|  | 8.   | Valour          | 26 | 28 | 6  | 8 | 14 | 25 | 38 | -13 |

      Cavalry qualificata alla CONCACAF Champions Cup 2024 e ai play-off per il titolo
      Qualificate ai play-off per il titolo
In caso di arrivo a pari punti:
1. Maggior numero di vittorie;
2. Differenza reti;
3. Gol fatti;
4. Differenza reti in trasferta;
5. Gol fatti in trasferta;
6. Differenza reti in casa;
7. Gol fatti in casa;
8. Minutaggio giocatori canadesi U-21
9. Lancio della moneta (2 squadre) o estrazione a sorte (3 o più squadre).

## Risultati
|                 | ATO     | CAV     | FOR     | HFX     | PAC     | VAL     | VAN     | YOR     |
| --------------- | ------- | ------- | ------- | ------- | ------- | ------- | ------- | ------- |
| Atlético Ottawa | –––––   | 1-0 1-2 | 0-1 0-0 | 1-1 2-0 | 1-4 1-1 | 2-0 0-1 | 1-0 3-1 | 0-1 3-3 |
| Cavalry         | 2-0 0-2 | –––––   | 1-1 3-0 | 2-2 1-0 | 1-0 3-0 | 1-1 2-1 | 3-1 2-1 | 2-1     |
| Forge           | 4-3 0-1 | 2-2 0-0 | –––––   | 1-1     | 0-1 3-1 | 3-2 1-1 | 0-0 2-0 | 1-2 3-3 |
| HFX Wanderers   | 1-0 3-2 | 3-1 1-2 | 2-1     | –––––   | 2-1 1-2 | 2-0 3-0 | 1-1 3-0 | 0-3 1-2 |
| Pacific         | 2-2 0-1 | 1-1 1-2 | 0-1 0-2 | 1-1     | –––––   | 1-0 2-1 | 1-0 1-2 | 4-1 1-0 |
| Valour          | 1-1 1-3 | 0-2 3-2 | 2-0 2-3 | 0-0 0-1 | 1-1 0-3 | –––––   | 1-0 0-1 | 1-1 1-2 |
| Vancouver FC    | 0-5 2-1 | 1-1 1-5 | 2-0 0-3 | 2-1     | 3-6 3-2 | 0-0     | –––––   | 1-2     |
| York United     | 2-1 1-0 | 1-0 0-1 | 0-1 0-4 | 2-2 0-2 | 0-0 1-4 | 0-2 1-3 | 1-2 2-1 | –––––   |

## Play-off
Le prime cinque classificate della stagione regolare giocano i play-off col sistema Page. Le prime due classificate giocano una gara secca, chiamata semifinale 1, la cui vincente si qualifica per la finale con il diritto di giocarla in casa. La quarta e la quinta classificata della stagione regolare giocano il primo turno, la vincente gioca il secondo turno contro la terza classificata. La vincente del secondo turno gioca la semifinale 2 contro la perdente della semifinale 1, con in palio l'altro posto in finale.

### Tabellone
|  |             |             |             |               |               |               |              |              |         |         |              |              |              |         |         |        |        |        |
|  | Primo turno | Primo turno | Primo turno |               |               | Semifinale 1  | Semifinale 1 | Semifinale 1 |         |         | Semifinale 2 | Semifinale 2 | Semifinale 2 |         |         | Finale | Finale | Finale |
|  | Primo turno | Primo turno | Primo turno |               |               | Semifinale 1  | Semifinale 1 | Semifinale 1 |         |         | Semifinale 2 | Semifinale 2 | Semifinale 2 |         |         | Finale | Finale | Finale |
|  |             |             |             |               |               |               |              |              |         |         |              |              |              |         |         |        |        |        |
|  |             |             |             |               |               |               |              |              |         |         |              |              |              |         |         |        |        |        |
|  | 1           | Cavalry     | 1           |               |               |               | Forge        | Forge        | 2       |         |              |              |              |         |         |        |        |        |
|  | 1           | Cavalry     | 1           |               |               |               | Forge        | Forge        | 2       |         |              |              |              |         |         |        |        |        |
|  |             |             |             | 2             | Forge         | 2             |              |              |         |         |              |              |              | Cavalry | Cavalry | 1      |        |        |
|  |             |             |             | 2             | Forge         | 2             |              |              |         |         |              |              |              | Cavalry | Cavalry | 1      |        |        |
|  |             |             |             |               |               |               | Cavalry      | Cavalry      | 2       |         |              |              |              |         |         |        |        |        |
|  |             |             |             |               |               |               | Cavalry      | Cavalry      | 2       |         |              |              |              |         |         |        |        |        |
|  |             |             |             | Secondo turno | Secondo turno | Secondo turno |              |              | Pacific | Pacific | 1            |              |              |         |         |        |        |        |
|  |             |             |             | Secondo turno | Secondo turno | Secondo turno |              |              | Pacific | Pacific | 1            |              |              |         |         |        |        |        |
|  |             |             |             |               |               |               |              |              |         |         |              |              |              |         |         |        |        |        |
|  |             |             |             |               |               |               |              |              |         |         |              |              |              |         |         |        |        |        |
|  |             |             |             | 3             | HFX Wanderers | 0             |              |              |         |         |              |              |              |         |         |        |        |        |
|  |             |             |             | 3             | HFX Wanderers | 0             |              |              |         |         |              |              |              |         |         |        |        |        |
|  | 4           | Pacific     | 1           |               |               | 4             | Pacific      | 1            |         |         |              |              |              |         |         |        |        |        |
|  | 4           | Pacific     | 1           |               |               | 4             | Pacific      | 1            |         |         |              |              |              |         |         |        |        |        |
|  | 5           | York Utd    | 0           |               |               |               |              |              |         |         |              |              |              |         |         |        |        |        |
|  | 5           | York Utd    | 0           |               |               |               |              |              |         |         |              |              |              |         |         |        |        |        |

### Primo turno
| Langford 11 ottobre 2023, ore 19:00 UTC-8    | Pacific   | 1 – 0 referto | York Utd | Westhills Stadium (2 780 spett.) |
| \| \| \| \| \| Reid 90+1’ \| Marcatori \| \| |           |               |          |                                  |
|                                              |           |               |          |                                  |
| Reid 90+1’                                   | Marcatori |               |          |                                  |

### Secondo turno
| Halifax 14 ottobre 2023, ore 15:00 UTC-4               | HFX Wanderers | 0 – 1 referto        | Pacific | Wanderers Grounds (6 254 spett.) |
| \| \| \| \| \| \| Marcatori \| 37’ (aut.) Fernandez \| |               |                      |         |                                  |
|                                                        |               |                      |         |                                  |
|                                                        | Marcatori     | 37’ (aut.) Fernandez |         |                                  |

### Semifinale 1
| Calgary 14 ottobre 2023, ore 15:00 UTC-7                              | Cavalry   | 1 – 2 referto             | Forge | ATCO Field (4 385 spett.) |
| \| \| \| \| \| Mason 80’ \| Marcatori \| 29’ Hojabrpour 50’ Bekker \| |           |                           |       |                           |
|                                                                       |           |                           |       |                           |
| Mason 80’                                                             | Marcatori | 29’ Hojabrpour 50’ Bekker |       |                           |

### Semifinale 2
| Calgary 21 ottobre 2023, ore 14:00 UTC-7                         | Cavalry   | 2 – 1 referto | Pacific | ATCO Field (4 066 spett.) |
| \| \| \| \| \| Klomp 27’ Musse 61’ \| Marcatori \| 66’ Manneh \| |           |               |         |                           |
|                                                                  |           |               |         |                           |
| Klomp 27’ Musse 61’                                              | Marcatori | 66’ Manneh    |         |                           |

### Finale
| Arbitro: | Marie-Soleil Beaudoin |

|                              |           |            |
| Badibanga 105+2’ Borges 111’ | Marcatori | 101’ Musse |

## Statistiche

### Classifica marcatori
| Gol |  |  | Giocatore        | Squadra             |
| --- |  |  | ---------------- | ------------------- |
| 11  |  |  | Ollie Bassett    | Atlético Ottawa     |
| 11  |  |  | Myer Bevan       | Cavalry             |
| 10  |  |  | Terran Campbell  | Forge               |
| 10  |  |  | Woobens Pacius   | Forge               |
| 8   |  |  | Massimo Ferrin   | HFX Wanderers       |
| 7   |  |  | Samuel Salter    | Atlético Ottawa     |
| 7   |  |  | Ayman Sellouf    | Pacific             |
| 6   |  |  | Molham Babouli   | York United         |
| 6   |  |  | Gabriel Bitar    | Vancouver           |
| 6   |  |  | Sergio Camargo   | Cavalry             |
| 6   |  |  | Mikaël Cantave   | Cavalry / Vancouver |
| 6   |  |  | Osaze De Rosario | York United         |
| 6   |  |  | Shaan Hundal     | Vancouver           |
| 6   |  |  | Daniel Nimick    | HFX Wanderers       |
| 6   |  |  | Kévin dos Santos | York United         |

### Premi
I premi individuali sono stati assegnati il 26 ottobre 2023.
| Premio                                 | Vincitore          | Squadra         |
| -------------------------------------- | ------------------ | --------------- |
| Miglior marcatore                      | Myer Bevan         | Cavalry         |
| Miglior marcatore                      | Ollie Bassett      | Atlético Ottawa |
| Miglior portiere                       | Triston Henry      | Forge           |
| Miglior giocatore                      | Daan Klomp         | Cavalry         |
| Miglior giocatore canadese U-21        | Matteo De Brienne  | Valour          |
| Miglior difensore                      | Daan Klomp         | Cavalry         |
| Miglior giocatore scelto dai giocatori | Ali Musse          | Cavalry         |
| Miglior allenatore                     | Tommy Wheeldon Jr. | Forge           |